# The Man with the Golden Gun (roman)
The Man with the Golden Gun is het dertiende boek uit de James Bondreeks, geschreven door Ian Fleming. Het boek werd in 1974 verfilmd met Roger Moore in de hoofdrol. De eerste uitgave van boek was door Jonathan Cape in het Verenigd Koninkrijk op 1 april 1965, acht maanden nadat Fleming overleed. Ondanks matige recensies was het boek een regelrechte bestseller.

## Verhaal
Het verhaalt vertelt over de fictieve Britse spion James Bond die naar Engeland terugkeert na een mislukte missie in Japan. Bond was door de autoriteiten als vermist -en vermoedelijk gesneuveld- opgegeven. Als blijkt dat hij via de Sovjet-Unie aan zijn terugreis is begonnen, rijst het vermoeden dat hij gehersenspoeld is en opdracht heeft zijn leidinggevende (M) te vermoorden. Nadat deze aanslag is voorkomen wordt Bond op een missie gestuurd naar de Caraïben om te bewijzen dat hij zijn vak nog wel uit kan oefenen. Zijn opdracht is om een huurmoordenaar uit te schakelen met de naam Francisco Scaramanga, bijgenaamd De Man met de Gouden Revolver.